# Hypoderris
Hypoderris, rod papratnjča smješten u porodicu Tectariaceae, dio je reda osladolike. Pripada mu tri vrste rasprostranjene na području Kariba, Srednje Amerike i Anda od sjeverne Venezuele do Bolivije

## Vrste
1. Hypoderris brauniana (H.Karst.) F.G.Wang & Christenh.
2. Hypoderris brownii J.Sm.
3. Hypoderris nicotianifolia (Baker) R.C.Moran, Labiak & J.Prado

## Sinonimi
Nema.